# Boysche Fläche

Animierte Darstellung der Boyschen Fläche

Die Boysche Fläche ist ein geometrisches Objekt. Sie ist eine Immersion der reellen projektiven Ebene in den dreidimensionalen Raum. Werner Boy entdeckte die nach ihm benannte Fläche 1901. Wie die Kleinsche Flasche besitzt sie Selbstüberschneidungen, zudem aber auch einen Tripelpunkt.

## Hintergrund
Die reelle Projektive Ebene ist die einfachste nicht-orientierbare geschlossene Fläche. Sie entsteht aus dem Möbiusband durch Ankleben einer Kreisscheibe an dessen Rand.
Wie alle nicht-orientierbaren geschlossenen Flächen lässt sich die Projektive Ebene nicht in den {\displaystyle \mathbb {R} ^{3}} einbetten.
Die Boysche Fläche realisiert aber immerhin eine Immersion der Projektiven Ebene in den {\displaystyle \mathbb {R} ^{3}}. Werner Boy konstruierte diese Fläche als Gegenbeispiel zu einer Vermutung von David Hilbert, dass es keine Immersionen der projektiven Ebene in den {\displaystyle \mathbb {R} ^{3}} gäbe. Boy war in der Lage, mehrere Zeichnungen dieser Fläche anzufertigen, und entdeckte ihre mögliche dreizählige Rotationssymmetrie, konnte jedoch keine Parameterdarstellung dafür finden.
Erst 1978 fand Bernard Morin eine Parametrisierung mit Computerunterstützung.
Die erste analytische Darstellung wurde 1981 durch eine halbempirische Methode gegeben. Diese besteht darin, die Meridiane der Fläche durch Ellipsen zu beschreiben, welche dann parametrisiert werden.
Inzwischen gibt es zahlreiche Parametrisierungen von Boyschen Flächen, zum Beispiel durch Polynome 4. Grades.

## Bryant-Kusner-Parametrisierung

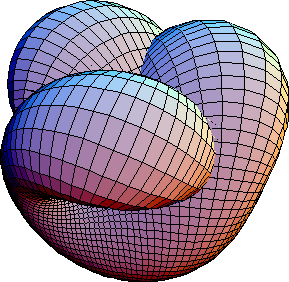
Bryant-Kusner-Parametrisierung

Die folgende Parametrisierung ist definiert für komplexe Zahlen {\displaystyle t} mit {\displaystyle \|t\|\leq 1}.
{\displaystyle {\begin{pmatrix}x\\y\\z\end{pmatrix}}={\frac {1}{g_{1}^{2}+g_{2}^{2}+g_{3}^{2}}}{\begin{pmatrix}g_{1}\\g_{2}\\g_{3}\end{pmatrix}}}
mit
{\displaystyle {\begin{aligned}g_{1}&=-{3 \over 2}\mathrm {Im} \left[{t(1-t^{4}) \over t^{6}+{\sqrt {5}}t^{3}-1}\right]\\g_{2}&=-{3 \over 2}\mathrm {Re} \left[{t(1+t^{4}) \over t^{6}+{\sqrt {5}}t^{3}-1}\right]\\g_{3}&=\mathrm {Im} \left[{1+t^{6} \over t^{6}+{\sqrt {5}}t^{3}-1}\right]-{1 \over 2}\end{aligned}}}
Gegenüberliegende Punkte auf dem Rand der Einheitskreisscheibe haben denselben Bildpunkt, es handelt sich also tatsächlich um eine Parametrisierung einer projektiven Ebene.
Diese Parametrisierung minimiert die Willmore-Energie unter allen Immersionen der projektiven Ebene in den {\displaystyle \mathbb {R} ^{3}}.

## Modell in Oberwolfach

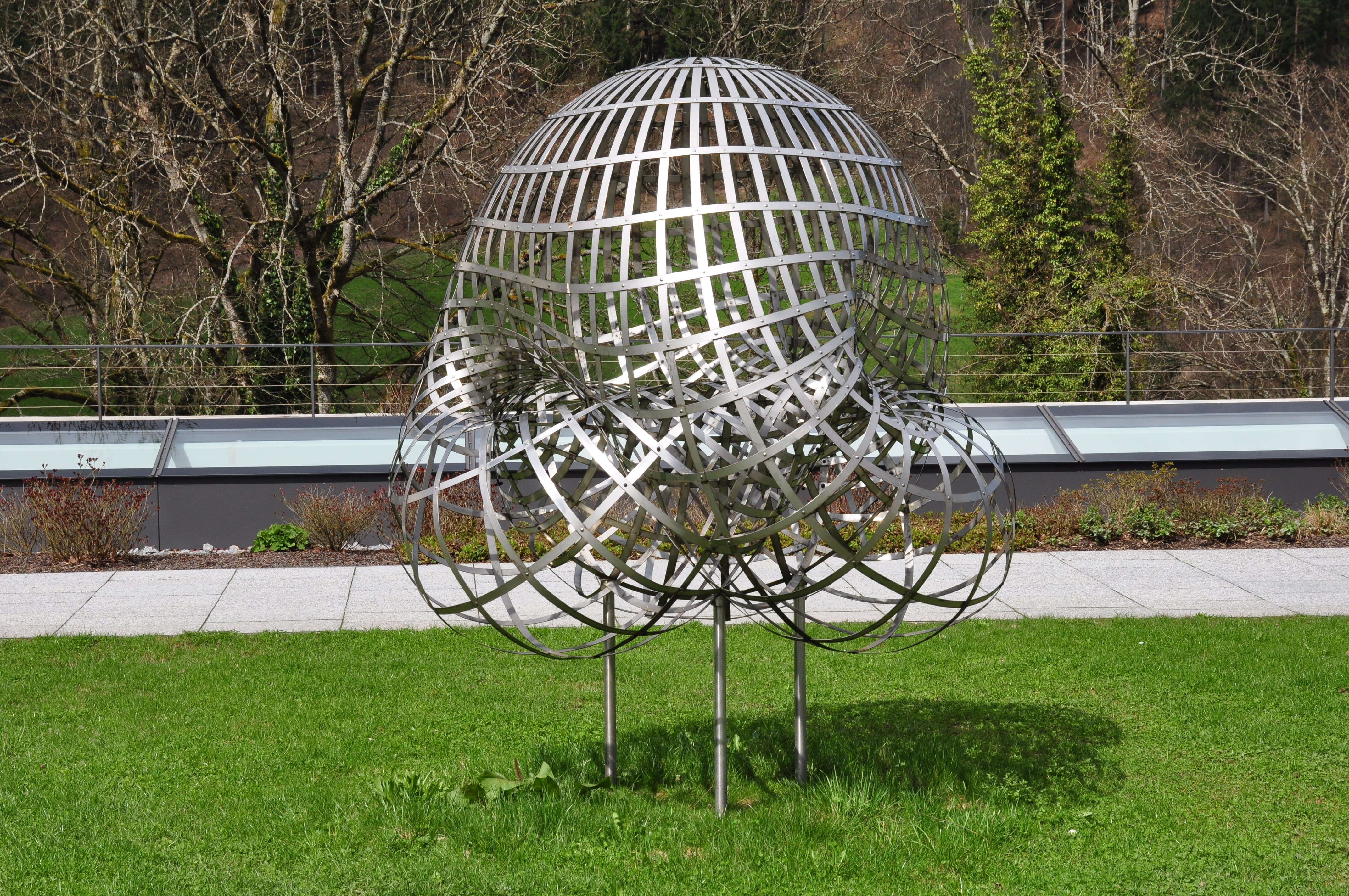
Modell einer Boyschen Fläche in Oberwolfach

Vor dem Mathematischen Forschungsinstitut Oberwolfach steht ein 1991 von Mercedes-Benz gestiftetes Modell der Boyschen Fläche. Dieses Modell hat eine Symmetriegruppe der Ordnung 3 und minimiert die Willmore-Energie.  Es besteht aus Stahlstreifen, die das Bild des Polarkoordinaten-Netzes in der Bryant-Kusner-Parametrisierung darstellen. Die radialen Streifen (Bilder der Strahlen {\displaystyle \phi =const.}) sind gewöhnliche einmal getwistete Möbiusbänder. Die longitudinalen Streifen (Bilder der Kreise {\displaystyle r=const.}) sind mit einer Ausnahme ungetwistet, die Ausnahme (entspricht {\displaystyle r=1}) ist ein dreifach getwistetes  Möbiusband, wie es auch im Emblem des Mathematischen Forschungsinstituts verwendet wird.